# Cazimir al II-lea al Poloniei
Cazimir al II-lea cel Drept - în poloneză: Kazimierz II Sprawiedliwy - (n. 1138, Cracovia, Regatul Poloniei⁠(d) – d. 5 mai 1194, Cracovia, Regatul Poloniei⁠(d)) a fost Duce al Poloniei Mici la Wiślica între anii 1166 - 1173, și la Sandomierz, după 1173. A devenit guvernatorul Provinciei Seniorate la Cracovia și Mare Duce al Poloniei, în anul 1177; o poziție pe care a deținut-o până la moartea sa, întreruptă o singură dată de către fratele său mai mare, Mieszko al III-lea cel Bătrân. În 1186, Cazimir a moștenit Ducatul de Masovia de la nepotul său, Leszek.

## Viața
Cazimir, a fost al șaselea fiu al lui Boleslau al III-lea Gură Strâmbă, și a celei de-a doua sa soție, Salomea de Berg, fiica Contelui Henric de Berg, a fost născut în 1138, probabil în momentul morții tatălui său. Este posibil, de asemenea, ca el să se fi născut la scurt timp după moartea tatălui său. Probabil acesta a fost motivul pentru care, în testamentul tatălui său, el nu a fost specificat și nu a primit nici o proprietate.

### Primii ani
În primii ani, Cazimir și sora sa, Agnes, au locuit cu mama lor, văduva Salomea, pe terenul ei din Łęczyca. Acolo, tânărul prinț a rămas departe de luptele fraților săi, Boleslau al IV-lea cel Creț, Mieszko al III-lea cel Bptrân și Vladislav al II-lea Exilatul.
Când Salomea de Berg a murit în 1144, Cazimir și Agnes au fost îngrijiți de fratele lor mai mare, Boleslau al IV-lea. Deși sub tutela sa, tânărul prinț ar fi putut să se simtă în siguranță, nu avea nici o garanție că ar putea primi o parte din moștenire în viitor. În 1154, a atins vârsta corepunzătoare pentru a prelua controlul asupra terenurilor familiei, însă nu i s-a oferit nimic. Chiar mai rău, trei ani mai târziu (1157), soarta lui a fost decisă în campania poloneză de succes a Împăratului Frederick Barbarossa, care a venit în ajutorul lui Vladislav al II-lea și a fiilor săi. Ca o parte a tratatului, Boleslau a trebuit să încheie cu Barbarossa, iar Cazimir a fost trimis în Germania ca ostatic, în scopul de a asigura loialitatea fratelui său.
Soarta lui Cazimir la curtea imperială este necunoscută. El s-a întors în Polonia în siguranță, înainte de 21 mai 1161.

### Duce de Wiślica
Situația s-a schimbat în 1166, când fratele lui, Henric, a fost ucis în Cruciada Prusacă; fără moștenitori, l-a lăsat pe Cazimir, conform testamentului, singurul succesor al Poloniei Mici, Ducatul de Sandomierz. Cu toate acestea, Marele Duce Boleslau al IV-lea, a decis să dividă ducatul în trei părți: cea mai mare parte (care includea și capitala Sandomierz) îi aparținea Marelui Duce, micul district din  Wiślica i-a fost dat lui Cazimir, iar restul a fost păstrat de Mieszko al III-lea.
     Ducatul de Wiślica (1166)
     Ducatul de Sandomierz (1173), Provincia Seniorată la Cracovia cu regiunea Łęczyca (1177), Ducatul de Masovia (1186), Drohiczyn (1191)
     Gniezno și Kalisz, Cucerite de Mieszko al III-lea cel Bătrân în 1181
     Polonia Mare (Poznań) și Silesia (Wrocław)

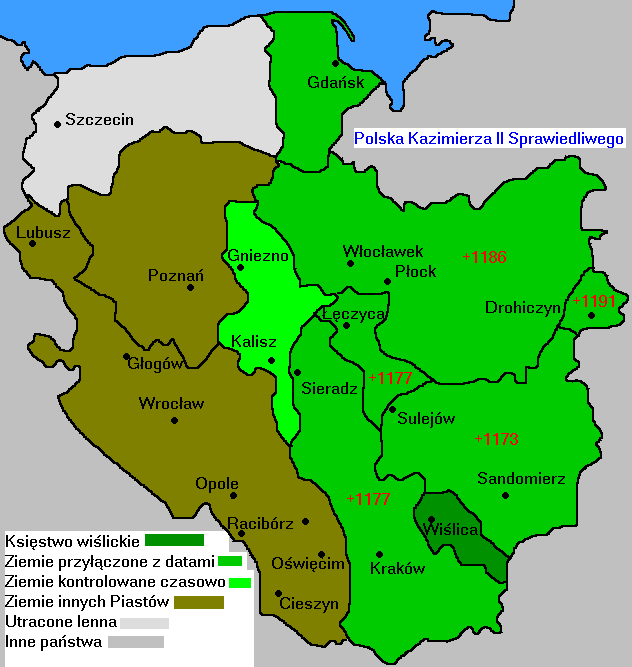
Teritoriile lui Cazimir:
Ducatul de Wiślica (1166)
Ducatul de Sandomierz (1173), Provincia Seniorată la Cracovia cu regiunea Łęczyca (1177), Ducatul de Masovia (1186), Drohiczyn (1191)
Gniezno și Kalisz, Cucerite de Mieszko al III-lea cel Bătrân în 1181
Polonia Mare (Poznań) și Silesia (Wrocław)

Supărat și dezămagit de decizia Marelui Duce, Cazimir s-a răzvrătit împotriva lui, fiind sprijinit de fratele său, Mieszko al III-lea, de magnatul Jaksa de Miechów și Sviatoslav, de fiul voievodului Piotr Włostowic, precum și de Arhiepiscopul de Gniezno și Episcopul de Cracovia; de asemenea, aproape toată Polonia Mică era de partea lui. Acțiunile rapide ale lui Boleslau au oprit în cele din urmă rebeliunea. La sfârșitul anului, Cazimir a fost capabil să păstreze Wiślica. În 1172, Mieszko al III-lea, s-a răzvrătit împotriva Marelui Duce, și a încercat să-l convingă pe fratele său mai mic să i se alăture. Din motive necunoscute, Cazimir a refuzat să participe.
În 1173, Boleslau al IV-lea a murit, iar în conformitate cu principiul de vechime, a fost urmat de fratele său, Mieszko al III-lea cel Bătrân. El a decis să dea restul ducatului Sandomierz lui Cazimir.

### Revolta împotriva lui Mieszko al III-lea cel Bătrân
Guvernarea puternică și dictatorială a noului Mare Duce a provocat nemulțumire profundă în rândul nobilimii din Polonia Mică. De data aceasta, o nouă revoltă a fost pregătită în 1177. Rebeliunea, în afară de magistrați, număra sprijinul lui Gedko, Episcopul de Cracovia, Odon, fiul cel tânăr al lui Mieszko, Vladislav al II-lea, fiul fostului Mare Duce, Ducele Boleslau I cel Înalt și Cazimir. Motivele implicării sale în revoltă, după ce a fost aliatul lui Mieszko, sunt necunoscute.
Lupta pentru puterea supremă a avut un curs destul de ciudat: Mieszko, complet surprins de către rebeli în ducatul din Polonia Mare, s-a retras la Poznań, unde a rămas timp de doi ani, ducând o luptă grea cu fiul său Odon. În cele din urmă, el a fost învins și a fost nevoit să fugă. Ducele Boleslau cel Înalt nu a reușit să cucerească Cracovia și provincia Seniorată, după ce a fost blocat într-un conflict cu fratele său, Mieszko IV și cu fiul său, Jarosław. După acțiunea plină de succes, acesta a mărșăluit spre Cracovia, care a fost cucerită repede. Cazimir, acum Duce de Cracovia, a decis să încheie un tratat în care Boleslau cel Înalt a obținut autoritatea deplină asupra districtului Sileziei de Jos, Wrocław, iar Cazimir i-a oferit lui Mieszko IV Picioare Zgomotoase districtul din Polonia Mică, Bytom, Oświęcim și Pszczyna, cadou pentru finul său, Cazimir I de Opole, singurul fiu al lui Mieszko.

### Mare Duce al Poloniei
În 1177, revolta împotriva Marelui Duce Mieszko cel Bătrân s-a încheiat cu un succes deplin pentru Cazimir, care nu numai că a cucerit Cracovia (inclusiv districtele Sieradz și Łęczyca), obținând titlul de Mare Duce, dar, de asemenea, a reușit să extindă suveranitatea sa ca monarh polonez peste Silezia (pe care a împărțit-o între cei trei fii al lui Vladislav al II-lea: Boleslau cel Înalt, Mieszko Picioare Zgomotoase și Conrad I, precum și fiului lui Boleslau, Jarosław de Opole), peste Polonia Mare (condusă de Odon), Masovia și Kuyavia (condusă de Ducele Leszek). Pe coasta Mării Baltice, Pomerania era condusă de Ducele Sambor I ca vasal polonez.
Cu toate acestea, Mieszko cel Bătrân lucra intens pentru întoarcerea sa, prima dată în Boemia, iar mai târziu în Germania și în Ducatul Pomeraniei. Pentru a realiza ambițiile sale care dădeau dreptul ereditar la tronul din Cracovia descendenților săi, Cazimir a chemat adunarea nobililor polonezi la Łęczyca, în 1180. A acordat privilegii atât nobililor cât și bisericii, ridicand impozitele clerului și renunțând la drepturile sale asupra terenurilor episcopilor decedați. Prin aceste acte, el a câștigat acceptarea principiului succesiunii, deși avea să mai dureze încă un secol pentru a restabili domnia poloneză.
În mai puțin de un an de la adunarea de la Łęczyca, în 1181, Mieszko cel Bătrân, asistat de fratele Ducelui de Sambor, Mestwin I al Pomeraniei, a cucerit partea de est a Poloniei Mari, districtele Gniezno și Kalisz, și au reușit să-l convingă pe fiul său, Odon, să se prezinte. În același timp, Ducele de Leszek de Masovia, a decis să scape de influența lui Cazimir, numindu-l pe fiul lui Mieszko, Mieszko cel Tânăr, guvernator al Mosaviei și Kuyavia, făcând o promisiune de succesiune asupra acestor meleaguri.

## Afacerile externe
Din motive necunoscute, Cazimir nu a reacționat la aceste evenimente și doar a decis să asigure autoritatea asupra Poloniei Mici. În 1184, a avut loc o întâlnire diplomatică la curtea Îmăpartului Federick Barbarossa, unde Cazimir, în scopul de a respinge acțiunile lui Mieszko cel Bătrân și să-și păstreze putere peste toată Polonia, a jurat credință lui Frederick și i-a plătit un tribut imens.
Cel mai important aspect în timpul domniei lui Cazimir, pe lângă conflictul cu fratele lui, Mieszko, a fost problema politicilor diplomatice față de provincia vecină, Rusia de est. Prima sarcină pe care a avut-o, înainte ca el să devină Mare Duce, a fost încercarea sa de a crea legături cu Marii Prinți ai Kievului, care erau puternici asociați cu Marii Duci anteriori, prin căsătoriile cu prințesele Rusiei (Boleslau cel Creț cu Viacheslava de Novgorod și Mieszko cel Bătrân cu Eudoxia din Kiev). În acest scopt, în noiembrie 1178, Cazimir a aranjat căsătoria fiicei sale, Maria, cu prințul Vsevolod al IV-lea al Kievului.
Prima sa intervenție majoră în afacerile cu Rusia, a avut loc în 1180, când la începutul disputei dintre Prințul Vasilko, Prințul Shumsk și Dorohychyn (cumnatul lui Boleslau cel Creț) și Leszek de Masovia, pentru regiunea Volinia din Volodymyr-Volynsky, Marele Duce i-a sprijinit pe prinți. Războiul s-a încheiat cu succesul lui Cazimir, care a cucerit regiunea Volodymyr și Brest, în timp ce Vasilko a obținut regiunea Drohiczyn.
Războiul nu stabilise definitiv problema proprietății Brest, care a fost acordată ca feudă Prințului Sviatoslav, vărul lui Vasilko, și de asemenea, nepotul lui Cazimir (fiul surorii sale AGnes). În 1182, o altă revoltă a izbucnit împotriva dominației Svyatoslav, însă datorită intervenției lui Cazimir, el a fost restaurat pe scaunul de domnie. La scurt timp după ce Cazimir a văzut că situația este instabilă, a decis să dea puterea fratelui lui Svyatoslav, Roman.
În 1187, Prințul Yaroslav Osmomysl de Halici a murit, pornindu-se o luptă pentru succesiunea lui. Inițial, autoritatea asupră a principatului a fost luată de către fiul său mai mic, Oleg, însă imediat după aceea a fost ucis de boieri și Halych a fost preluată de către fratele mai mare, Vladimirko. Domnia lui Vladimirko a fost departe de a se stabiliza. Ajutat de unchiul său Cazimir, Prințul Roman de Brest, l-a demis pe Vladimirko și a preluat controlul asupra regiunii.
Învins, Vladimirko a fugit în Regatul Ungariei, sub protecția regelui  Béla al III-lea al Ungariei, care a decis să trimită armata la Halych. Roman a scăpat prin Cracovia și Vladimirko, ca un act de răzbunare, a invadat Polonia Mică. Cu toate acestea, Béla a decis să atace Halych, și din nou, Vladimirko a fost demis și înlocuit cu al doilea fiu al regelui, Andrei. Războiul a continuat doi ani mai târziu, atunci când Cazimir a urmat instrucțiunile Împăratului Frederick, care decisese să-l ajute pe Vladimirko, după ce s-a declarat subiectul său, și i-a restaurat autoritatea asupra regiunii Halych.

## Politicile interne
În 1186, a murit Ducele Leszek de Masovia. Înainte de moartea sa, ducele bolnăvicios a decis să dea toate terenurile sale Marelui Duce Cazimir. Deși anterior, Leszek a promis moștenirea unchiului său, Mieszko cel Bătrân, după procedurile dictatoriale ale acestuia, s-a răzgândit și a decis în favoarea lui Cazimir. La scurt timp după moartea sa, Mieszko a ocupat terenurile din Kuyavia până la râul Vistula; Cazimir nu a putut prelua decât Masovia. Cu toate acestea, datorită moștenirii regiunii Masovia, Cazimir conducea direct cea mai mare parte a Poloniei.
Implicarea lui Cazimir în afacerile din Rusia din 1191 au fost folosite de Mieszko cel Bătrân, care a reușit să preia controlul asupra Castelului Wawel din Cracovia, preluarea titlului de Mare Duce și controlul asupra Provinciei Seniorate. El a declarat Cracovia ca feudă ereditară a propriilor descendenți, implementându-l guvernator pe fiul său, Mieszko cel Tânăr. Conflictul s-a încheiat pașnic, Cazimir - care se întorsese din Rusia - recâștigând capitala fără luptă.
Cazimir planificase să construiască o Universitate în Cracovia și deja se apucase să construiască bazele clădirii, însă moartea sa subită a încurcat toate planurile. Universitatea de astăzi, Jagiellonia, a fost construită abia în 1364 de Regele Cazimir al III-lea cel Mare, fiid cea mai mare Universitate din Europa Centrală și de Este (după Universitatea Charles din Praga).
Ultimul gol al domniei lui Cazimir a fost la începutul anului 1194, când a organizat o expediție impotriva Yotvingians Baltice. Expediția s-a încheiat cu un succes deplin, iar Cazimir a avut o revenire triumfală la Cracovia. După un banchet care a avut loc în cinstea întoarcerii sale, Cazimir a murit pe neașteptate, pe 5 mai 1194. Unii istorici cred că a fost otrăvit. A fost succedat ca Mare Duce de către fiul său mai mare, Leszek I cel Alb, care, la fel ca și tatăl său, a trebuit să se confrunte cu opoziția puternică a lui Mieszko cel Bătrân.

## Căsătoria și copiii
În jurul anului 1163, Cazimir s-a căsătorit cu Elena, fiica Ducelui Conrad al II-lea de Znojmo. Cei doi au avut împreună șapte copii:
- Maria (1164 - 1194), s-a căsătorit în noiembrie 1178 cu Prințul Vsevolod al IV-lea al Kievului
- Cazimir (1165 - 1 martie 1167)
- Boleslau (1168/1171 - 16 aprilie 1182), a murit accidental, după ce a căzut din pom
- Odon, care a murit la naștere
- Adelaide (1177/1184 - 8 decembrie 1121), fondatoarea convenției St. Jakob din Sandomierz
- Leszek I cel Alb (1186/1187 - 23 noiembrie 1227)
- Conrad (1188 - 31 august 1247)